# آل سنو
أل سنو (بالإنجليزية: Al Snow)‏ هو مصارع محترف وممثل أمريكي، ولد في 18 يوليو 1963 في الولايات المتحدة.

## وصلات خارجية
- آل سنو على موقع WrestlingData.com (الإنجليزية)
- آل سنو على موقع CageMatch worker (الإنجليزية)
- آل سنو على موقع قاعدة بيانات المصارعة على الإنترنت (الإنجليزية)
- آل سنو على موقع عالم المصارعة على الإنترنت (الإنجليزية)
- آل سنو على موقع عالم المصارعة على الإنترنت (الإنجليزية)

- آل سنو على موقع IMDb (الإنجليزية)
- آل سنو على موقع قاعدة بيانات الفيلم (الإنجليزية)